# 飯塚市立八木山小学校
飯塚市立八木山小学校（いいづかしりつ やきやましょうがっこう）は、福岡県飯塚市八木山にある公立小学校。

## 沿革
- 1873年4月 - 開校

## 通学区域
- 飯塚市[1]
  - 八木山